# Chlorerythra rubriplaga
Chlorerythra rubriplaga là một loài bướm đêm trong họ Geometridae.